# Cal Batlle (Breda)
Cal Batlle és una masia de Breda (Selva) inclosa a l'Inventari del Patrimoni Arquitectònic de Catalunya.

## Descripció
Edifici situat als afores, al costat del pavelló poliesportiu de Breda i d'un parc públic.
Masia orientada el S-O, que ha patit diverses transformacions. Originàriament era més petita i amb teulada a doble vessant, actualment, les seves dimensions han augmentat, i s'observa a la façana una línia que ens marca el que antigament constituïa el vessant esquerre. També s'aprecia l'existència d'un escut.
A la part original, és on es troben les finestres amb llinda i ampit de pedra, porta de mig punt amb dovelles i un rellotge solar amb un escrit: "Quan no fa sol no dic res / però quan ell hem toca / amb la punta de la / broca li dic a tothom / quina hora és." (04/05/1995)
L'edifici té les dependències típicament agrícoles i ramaderes: era, pallisses, corts, corrals, etc. I al costat dret un pou de pedra.

## Història
El document més antic que es conserva sobre el mas data del segle xviii, quan pertanyia a Bernat de Mascorda, el qual posseïa la batllia de Breda. Després passà al seu fill i el mas apareix com Mas Mascorda, nom que es conservà fins a l'any 1618, quan la darrera propietària el va vendre a Pere Batlle (de professió ferrer), adoptant el mas, el nom de Can Batlle, que fins fa poc havia passat de pares a fills.
Aquest mas apareix en el fogatge de Breda l'any 1595, que detalla noms, carrers, cases, sent un document de gran importància històrica.